# Dorfkirche Hohenferchesar

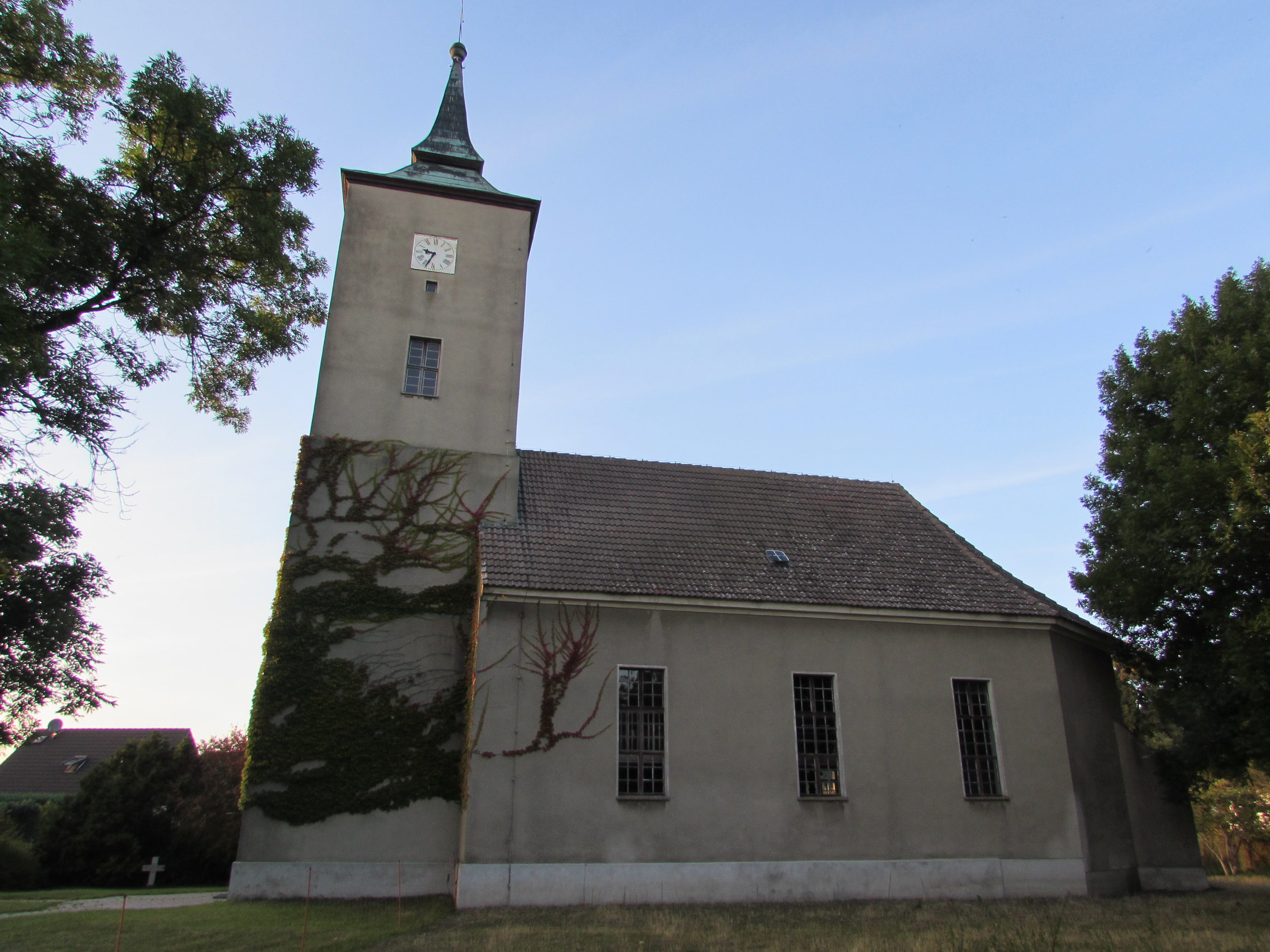
Dorfkirche Hohenferchesar

Die Kirche im Dorf Hohenferchesar ist eine Saalkirche und liegt im Zentrum des heutigen Ortsteils der Stadt Havelsee in Brandenburg. Sie trägt keinen Namen.

## Geschichte
1186 wurde das Kirchdorf Verchiezere erstmals urkundlich erwähnt. Der Bischof Brandenburgs bestätigte in der Urkunde dem Domkapitel umfangreichen Güterbesitz. Teile davon waren die zum Burgward Pritzerbe gehörende Kirche Hohenferchesars. Es handelte sich dabei um einen Vorgängerbau der heutigen Kirche.
Die heutige Dorfkirche wurde im Jahr 1831 geweiht, nachdem der Vorgängerbau am 29. März 1827 vollständig niedergebrannt war. Im Jahr 1950 kam es in Folge eines Blitzschlags zu erheblichen Schäden am Bauwerk, welche bis 1951 wieder repariert werden konnten.

## Bauwerk
Die Kirche ist ein schlichter Putzbau mit fensterlosem dreiseitigem Chor und schmalem quadratischem Westturm mit Pyramidenspitze. Die Fenster im Schiff und Turm sind schmucklose rechteckige Sprossenfenster, die mit Faschen umrandet sind. Im Schiff sind jeweils drei große Rechteckfenster auf der Nord- und Südseite eingearbeitet. Das Dach wurde zum Osten hin als Walmdach gearbeitet.  Im östlichen Außenwand der Chores befindet sich eine schmucklose Tür. Die Ecken zu den beiden jeweils 45 Grad abgewinkelt zur Ostwand stehenden nordöstlichen und südöstlichen Wänden des Chores sind durch Strebepfeiler gestützt. 
Die Turmuhr aus dem Jahr 1891 hat je ein Zifferblatt auf der Süd- und der Ostseite und unterhalb jeweils ein rechteckiges Fenster. Auf dem mit Blech gedeckten pyramidenförmigen, sich nach oben verjüngenden Dach befindet sich ein ebenfalls pyramidenförmiger Dachreiter in Form eines Dachhelms mit einem Aufsatz mit Turmkugel und Windfahne. Weitere Fenster finden sich auf der turmuhrlosen Nord- und Westseite.

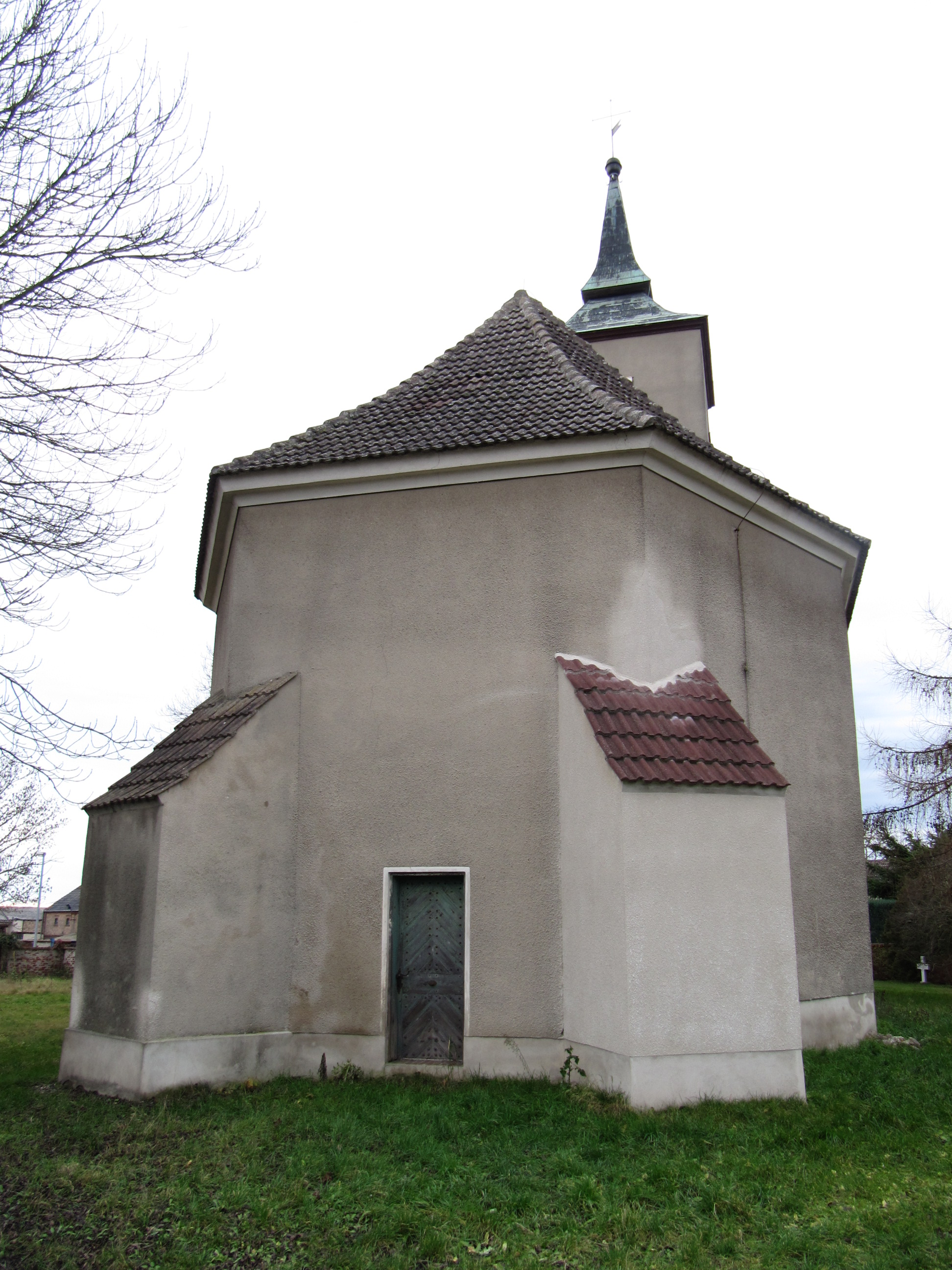
Die Kirche von Osten
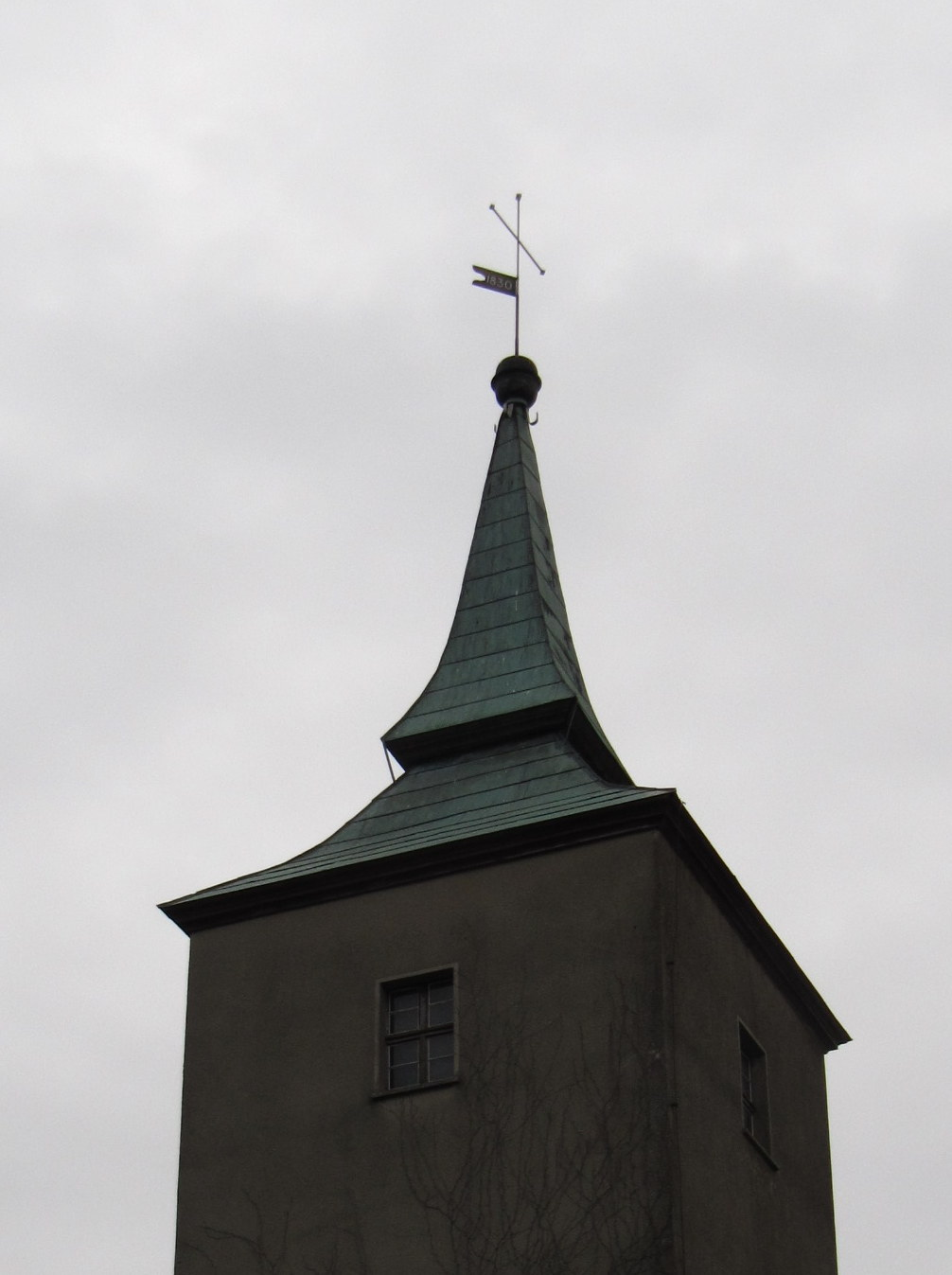
Spitze des KirchturmsInfo-Tafel an der Dorfkirche

## Inventar
An der Ostseite der Kirche steht ein hölzerner Kanzelaltar aus der ersten Hälfte des 19. Jahrhunderts. Teil dieses ist eine Chorempore. Auf der schlicht gestalteten hufeisenförmige Westempore befindet sich eine kleine moderne Orgel. Ein Messingkronleuchter stammt aus dem Jahr 1885, die Taufschale aus dem Jahr 1888. Zum Kirchenschatz zählt ein mit Edelsteinen besetzter und reichlich verzierter vergoldeter Silberkelch aus dem frühen 17. Jahrhundert.

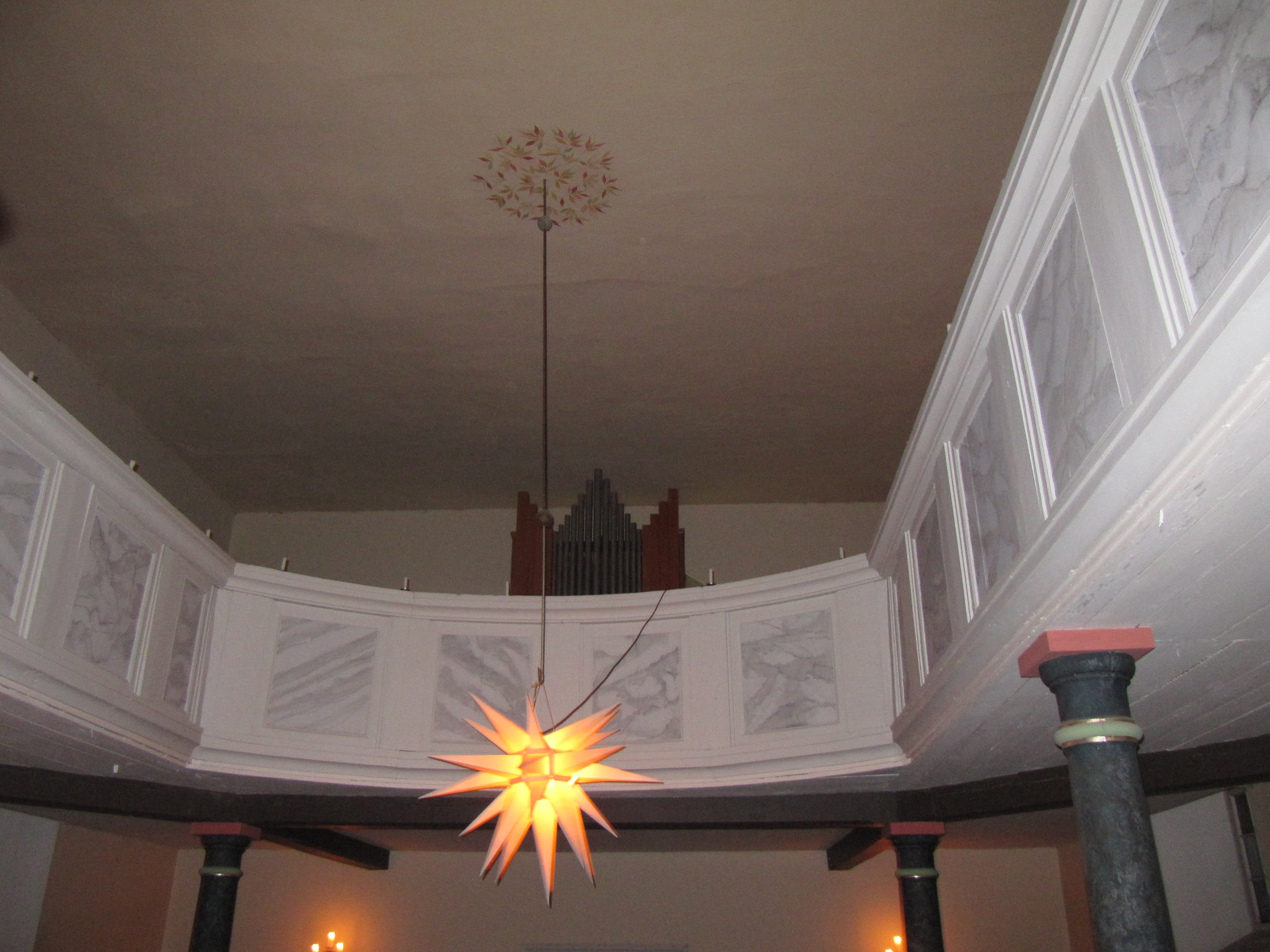
Westempore mit Orgel
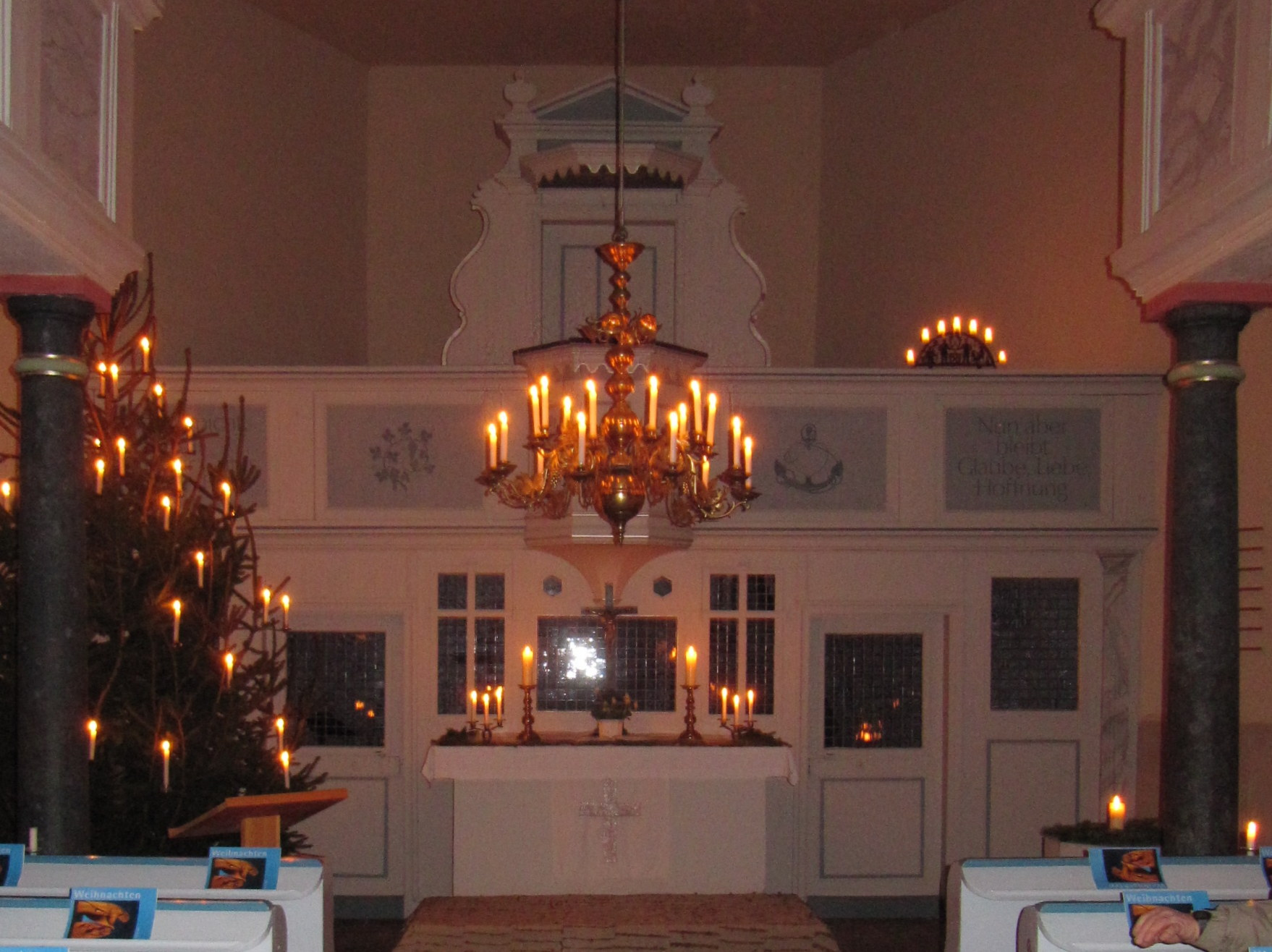
Altar und Chorempore mit Kanzel